# Religión nabatea

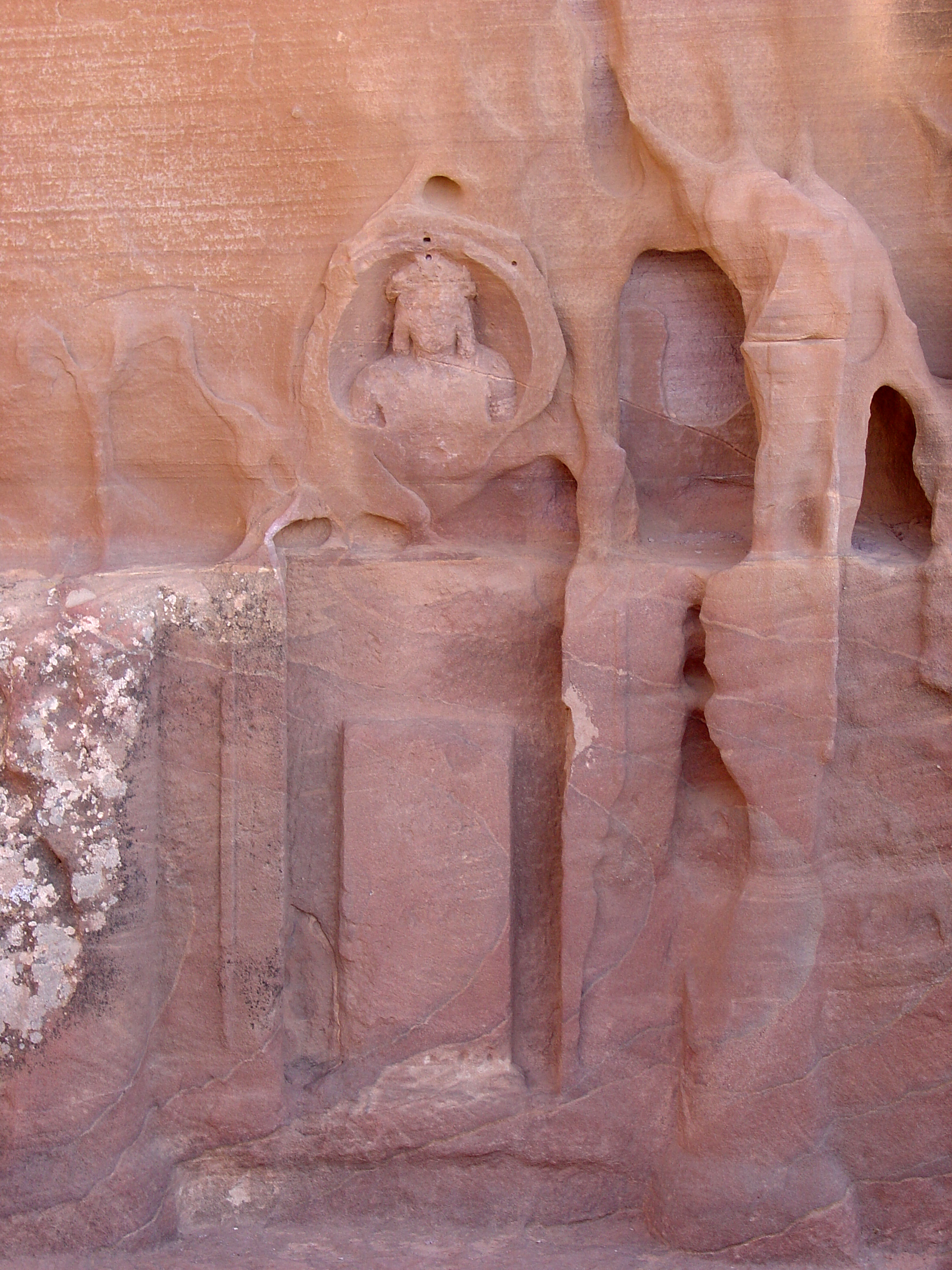
Relieve de Dushara, dios principal de los nabateos, que se encuentra debajo de un voladizo en el camino hacia el lugar sagrado de Jabal al-Madbah.

La religión nabatea era la religión de Nabataea, una antigua nación árabe ya establecida en el siglo IV a. C. y que duró hasta la anexión romana en el año 106. Era una forma de politeísmo árabe. Los nabateos eran politeístas y adoraban a una gran variedad de dioses locales, así como a Baalshamin, Isis y dioses grecorromanos como Tique y Dioniso. Adoraban a sus dioses en templos, lugares altos y betilos. Eran principalmente anicónicos y preferían decorar sus lugares sagrados con diseños geométricos. Se ha perdido mucho conocimiento del ajuar funerario que disponían los nabateos debido a un amplio saqueo a lo largo de la historia. Se conoce que hicieron sacrificios a sus dioses, además de otros rituales y creían en una vida después de la muerte.
Por lo general, los templos y las deidades nabateas varían mucho en diseño sin un solo diseño estándar, por lo que es difícil englobar toda la cultura en una misma línea. Los nabateos adoptaron y adaptaron diferentes elementos de templos de las culturas con las que comerciaban, estableciendo elementos indios, griegos, romanos, persas, egipcios y sirios en los diseños.

## Dioses y deidades

### Dushara

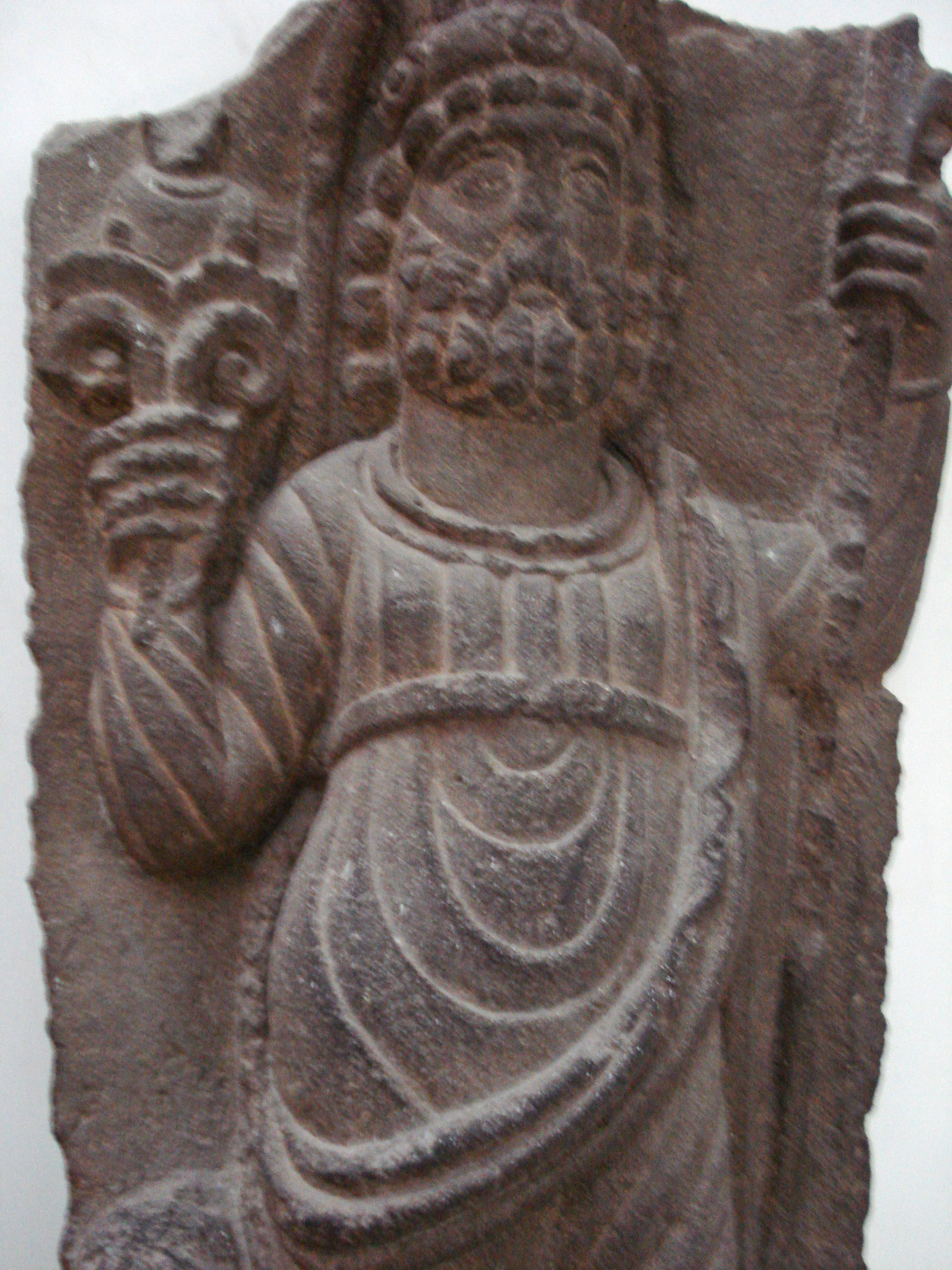
Representación de Dushara en el sur de Siria.

Dushara era la deidad nabatea cuyo nombre significa "Señor de la montaña", fue ampliamente adorado en Petra. Dushara fue venerado como un dios supremo por los nabateos, a menudo se le refería como "Dushara y todos los dioses". Era considerado el dios de la casa real de Nabatea. La caída de la casa real de Nabatea contra los romanos, hizo que la religión fuera apartada a un lado y su deidad principal, perdida. Fue entonces cuando Dushara se comenzó a asociar con otros dioses, como Dioniso, Zeus y Helios.

### Manāt
Manat era conocida como la diosa del destino, y era adorada por los seguidores por la lluvia y la victoria sobre los enemigos. Era la esposa de dios Hubal.

### Allat
A Allat se la conoce como "la gran diosa de todo Iram". Era ampliamente conocida en el Arabia del norte y Siria, la deidad está asociada con la diosa Atenea en el Hauran. Allat también era venerada en Palmira, aunque su templo no tenía ningún signo de estar dedicado a rituales de sangre. Se cree que Allat y Al-Uzza fueron una vez una sola deidad, que se separaron en la tradición preislámica de La Meca. Se cree que la deidad es una de las hijas del alto dios Alá en la religión nabatea.

### Al-'Uzza
El nombre de Al-'Uzza en árabe, significa "la más poderosa". Era venerada principalmente en la ciudad de Petra. Su culto se centraba principalmente en Quraysh y el valle de Hurad al norte de La Meca. La diosa está conectada con un tipo de betilo con ojos en forma de estrella. También se la conoce como una de las hijas del alto dios Alá en la religión nabatea. Al-'Uzza está asociado con la diosa greco-romana Afrodita.

### Al-Kutba
Al-Kutba es una de las deidades menos conocidas de los nabateos. La deidad tenía un templo dedicado a ella en Gaia y también fue venerada en Iram. Hay confusión cuando se trata de decidir si esta deidad es masculina o femenina. En Gaia, se creía que la deidad es femenina y por lo tanto se llama Al-Kutba. Hay casos en que se cree que la deidad es masculina, por ejemplo en Qusrawet en Egipto, y la deidad se llama Kutba. La mayoría de la evidencia lleva a creer que esta deidad es femenina, ya que hay betilos de Al-Kutba que son similares en diseño a los de Al-'Uzza.

### Baalshamin
Baalshamin era una deidad siria que se convirtió en un dios nabateo con la expansión de Nabataea hacia el sur de Siria. Su nombre significa "Señor del cielo", asociando la deidad con los cielos. Se dice que se originó del dios de la tormenta Hadad, que era adorado en Siria y Mesopotamia. Como una deidad que trata con los cielos, muchos lo identifican como una versión de Zeus. Hay un templo dedicado a Baalshamin en Si, que parece haber sido un centro de peregrinación.

### Qos
Qos era una antigua deidad edomita, que fue adorada en Tannur. Existe una asociación con el dios Apolo y con el rayo.

### Hubal
Hubal era una deidad adorada en la Ka'bah en La Meca. Sus seguidores acudían a la deidad buscando respuestas a cuestiones de linaje, matrimonio y muerte. Para hacer un sacrificio para honrar al dios, con siete flechas de desviación, estas serían arrojadas y la respuesta sería una de las palabras talladas en el costado de las flechas.

### Manotu
Manotu se menciona en las inscripciones funerarias de Hegra. Su nombre se menciona junto a Dushara, y se usa como una advertencia para su maldición. Se cree que es la misma deidad que la diosa Manat, que es una de las hijas de Alá.

### Isis
Isis es una deidad extranjera para los nabateos, originalmente una diosa del Antiguo Egipto. Se representa en diversas ocasiones con un trono. La diosa se puede encontrar en el Tesoro de Petra, así como en el Templo de los Leones alados.

### Atargatis

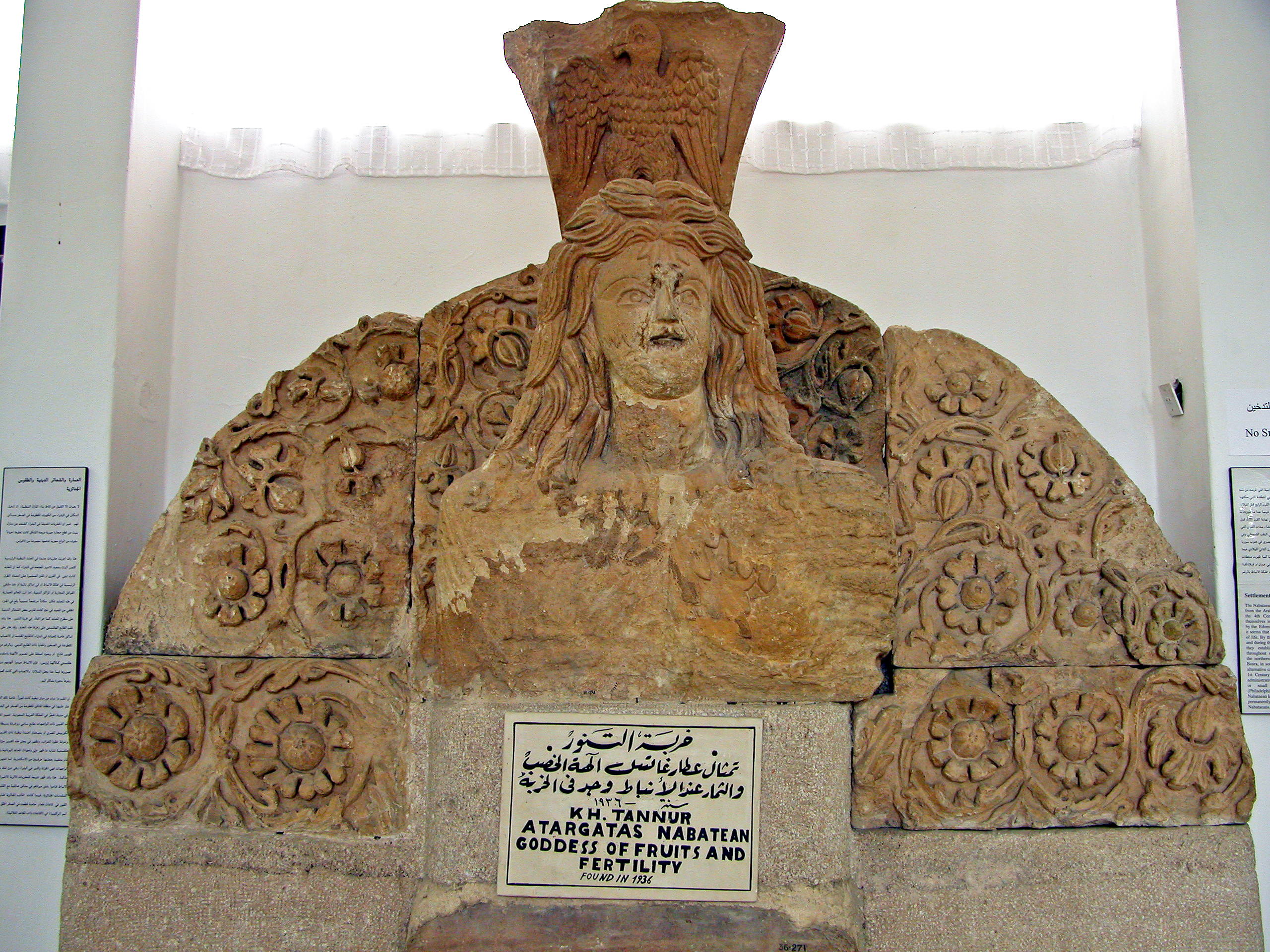
Estatua de Atargatis del templo de Khirbat al-Tannur. Su cabeza está coronada por un águila, símbolo del dios edomita, Qos.

Atargatis era una deidad extranjera para los nabateos, su centro de culto estaba en Hierápolis y era venerada en Khirbat al-Tannur. Se conocía como la diosa del grano y otras veces como la diosa del pescado. En ocasiones se representa sentada entre dos leones. Atargatis también está conectado al betilo con ojos en forma de estrella.

### Shay'-al-Qawn
Shay'-al-Qawn era el protector de las caravanas y los soldados, y en general, las personas que viajaban. Sus seguidores desaprobaron el vino.

### Obodat
Se cree que Obodat era un rey deificado de los nabateos, aunque no está claro si correspondería a Obodas I, II o III. Su asociación con la familia real lleva a creer que tuvo un culto privado.

### Tique
Tique era una diosa nabatea, a menudo acompañada por los signos del zodíaco encontrados en Khirbat al-Tannur. A menudo se la muestra con alas, los muros de una ciudad como corona y con cornucopias.

## Influencias externas en dioses

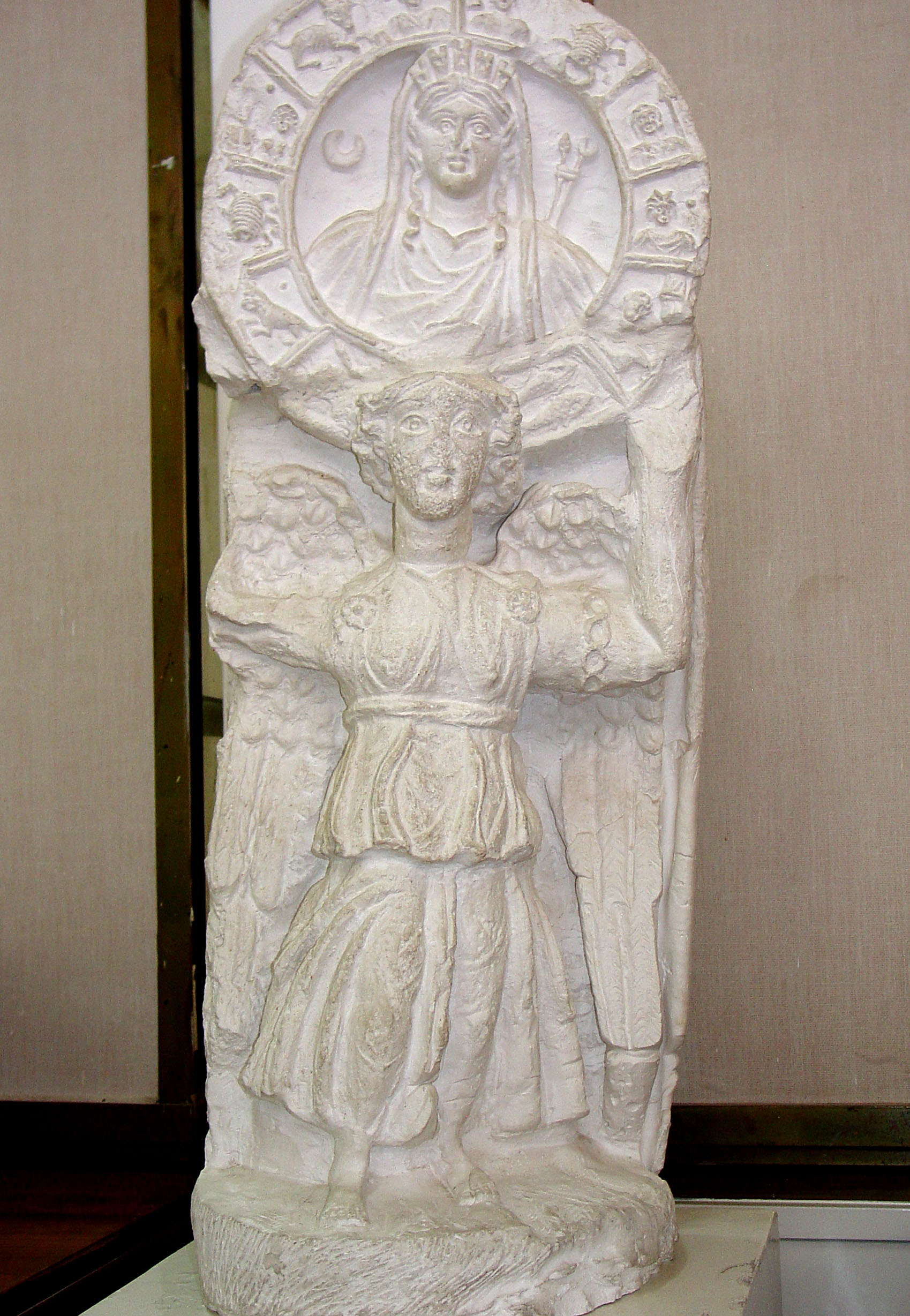
Una figura en pie de la Victoria alada (Nike) sostiene un busto de Atargatis, coronada como Tique ("Fortuna") y rodeada por los signos del zodíaco, s. I d. C.

La mayoría de los dioses nabateos eran extranjeros, y fueron adoptados más tarde por los nabateos. Muchas de las deidades nabateas estaban conectadas con dioses grecorromanos, especialmente durante la época en que Nabataea estaba bajo influencia romana, después de la anexión de Trajano. La diosa Isis, por ejemplo, es una deidad egipcia también compartida con las religiones griega y romana. El dios Dushara a menudo se menciona como una versión de Dioniso. Los dioses Helios y Eros también se encuentran en los templos de Nabatea. Durante la anexión de Nabataea a los romanos, algunas tumbas nombraban dioses grecorromanos en lugar de dioses nabateos. En el templo de Qasr, Afrodita o Al-'Uzza y Dushara eran adorados por igual.

## Relaciones entre los dioses
Las relaciones entre los dioses nabateos no siempre son claras debido a la falta de evidencia para respaldar las diferentes afirmaciones. Hay momentos en que los dioses y las diosas se combinan como marido y mujer en una cierta región del reino, mientras que pueden no estar comprometidos en matrimonio en otras partes. Se dice a veces que el dios Dushara es el marido de Allat y en otros casos, que es su hijo. Otro ejemplo sería Allat, Al-'Uzza y Manat, ya que se dice que estas tres deidades son las hijas del Dios supremo Alá. En algunas regiones del reino nabateo, tanto Allat como Al-'Uzza parecen considerarse la misma diosa.

## Ritos y costumbres
La forma procesional que conduciría a los lugares de culto variaría de un sitio a otro. Algunos lugares estarían compuestos de roca plana, careciendo de cualquier decoración. Mientras que otros, como Petra, tendrían grabados, monumentos, esculturas, betilos y, de vez en cuando, obeliscos que se alinearían en el camino procesional. Es muy probable que en la ciudad de Petra existieran caminos procesionales desde un templo a otro, como el templo de Qasr al-Bint, el Templo de los Leones Alados y el Gran Templo. La calle principal fluía por la ciudad, lo que hacía posible que se hubiera producido siguiendo un patrón procesional. Hay otros caminos procesionales que podrían haberse vinculado a los llamados "lugares altos", como el-Madh-bah, al pasar la tumba del Soldado romano, el Templo del jardín, el monumento del León, un altar tallado en piedra, encontrado antes de llegar al lugar. Los nabateos visitaban las tumbas de sus parientes y tenían un banquete ritual y llenaban el espacio con incienso y aceites perfumados. También es muy probable que dejaran bienes dentro de las tumbas, una forma de recordar a aquellos que habían fallecido. En algunos de los rituales se usaban ejemplares de especies inusuales como rapaces, cabras, carneros, o perros. No era raro sacrificar camellos a los antiguos dioses, especialmente al dios Dushara. Además, se consideraban animales sagrados las águilas, serpientes, grifos y otras figuras mitológicas, que decoraban las tumbas de los antiguos nabateos.

## Símbolos y objetos sagrados

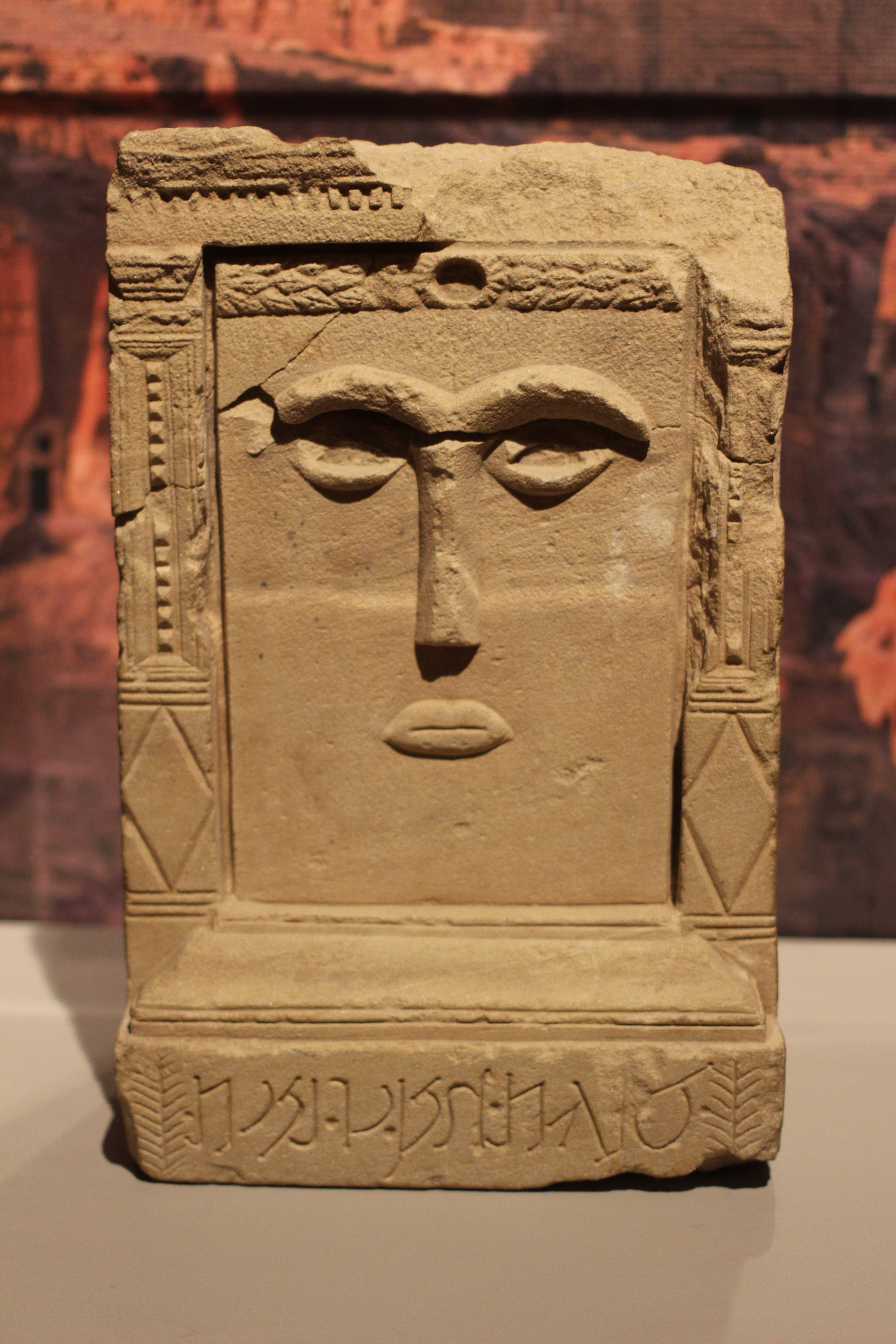
Betilo religioso nabateo, encontrado en el templo de los leones alados en 1975. Contiene la inscripción nabatea:
’lht hyn br nybt
“Diosa de Ḥayyan hijo de Naybat”.

En el arte nabateo se encuentra un gran número de nichos, descritos como templos en miniatura o ádyton de un templo. Contienen pilares de piedra o betilos tallados en roca. Los altares, en ocasiones, también se usaban como representación de los dioses. Hay poca evidencia de iconoclastia nabatea. La mayoría de las deidades se retrataban como betilos, a veces talladas en relieve y otras se llevaban durante procesiones. Cuando los dioses se representaban en forma humana, muchas veces eran betilos de "ídolos de ojos". Debido a la influencia grecorromana, existen estatuas de dioses nabateos. La diosa Isis fue representada en forma humana por los nabateos, lo que podría deberse al hecho de que era venerada en lugares como Egipto y Roma. El dios Dushara está representado tanto en forma de betilo como en forma de estatua en todo el reino de Nabatea.

### Betilos
Los betilos son bloques de piedra, generalmente rectangulares, que representaban a dioses nabateos. El término "betilo" deriva del griego Βαιτύλια y procede de mito en el que los griegos afirmaban que Urano creó piedras animadas que cayeron del cielo. Los betilos se colocaban comúnmente en altares o plataformas y allí se realizaban rituales religiosos. Con poca frecuencia, se han encontrado betilos en las tumbas. El orientalista Gustaf Dalman fue el primero en clasificar los diferentes tipos de betilos, que se dividen en betilos simples -divididos en losa rectangular, losa rectangular con cima curva, o losa semicircular o hemiesférica-, betilos esféricos en forma de cúpula o ónfalos, betilos oculares, y estelas faciales.
Los betilos oculares y las estelas faciales son de interés para los estudiosos debido a la inconsistencia en lo que se entiende en gran parte como aniconismo nabateo. Existe un debate sobre si los betilos se consideraban contenedores de los dioses o si se los veía como representaciones de los mismos dioses. Las ranuras en los pisos de nichos y operturas en las partes superiores de los alters han llevado a la conclusión de que los betilos podrían haber sido almacenados para su custodia y luego transportados al lugar de culto.

## Rituales
Las ofrendas de libaciones (muy probablemente vino) y el incienso desempeñaban un papel importante en la adoración comunitaria de Nabatea. Se cree que los nabateos también ofrecían a sus dioses bienes, entre ellos aceite, pero dado el gran espolio que han sufrido sus ciudades, estos datos son difíciles de contrastar. Estrabón confirmó que libaciones y incienso se ofrecían diariamente al sol (Dushara). También hay evidencia de ofrendas de plata y oro a los dioses, pero el texto en el que se encuentra no está claro si esto podría ser un diezmo. Los sacrificios de animales eran comunes y De Abstenentia de Porfirio afirma que, en Dumat Al-Jandal, un niño se sacrificaba anualmente y se enterraba debajo de un altar. Algunos eruditos han extrapolado esta práctica al resto de los nabateos. Existen pocas fuentes primarias respecto a los festivales religiosos celebrados por los nabateos. Se ha señalado que la presencia de dos inscripciones a Dushara-A'ra fechadas en el mes de Nisán podría indicar una fiesta primaveral.

### Rituales funerarios

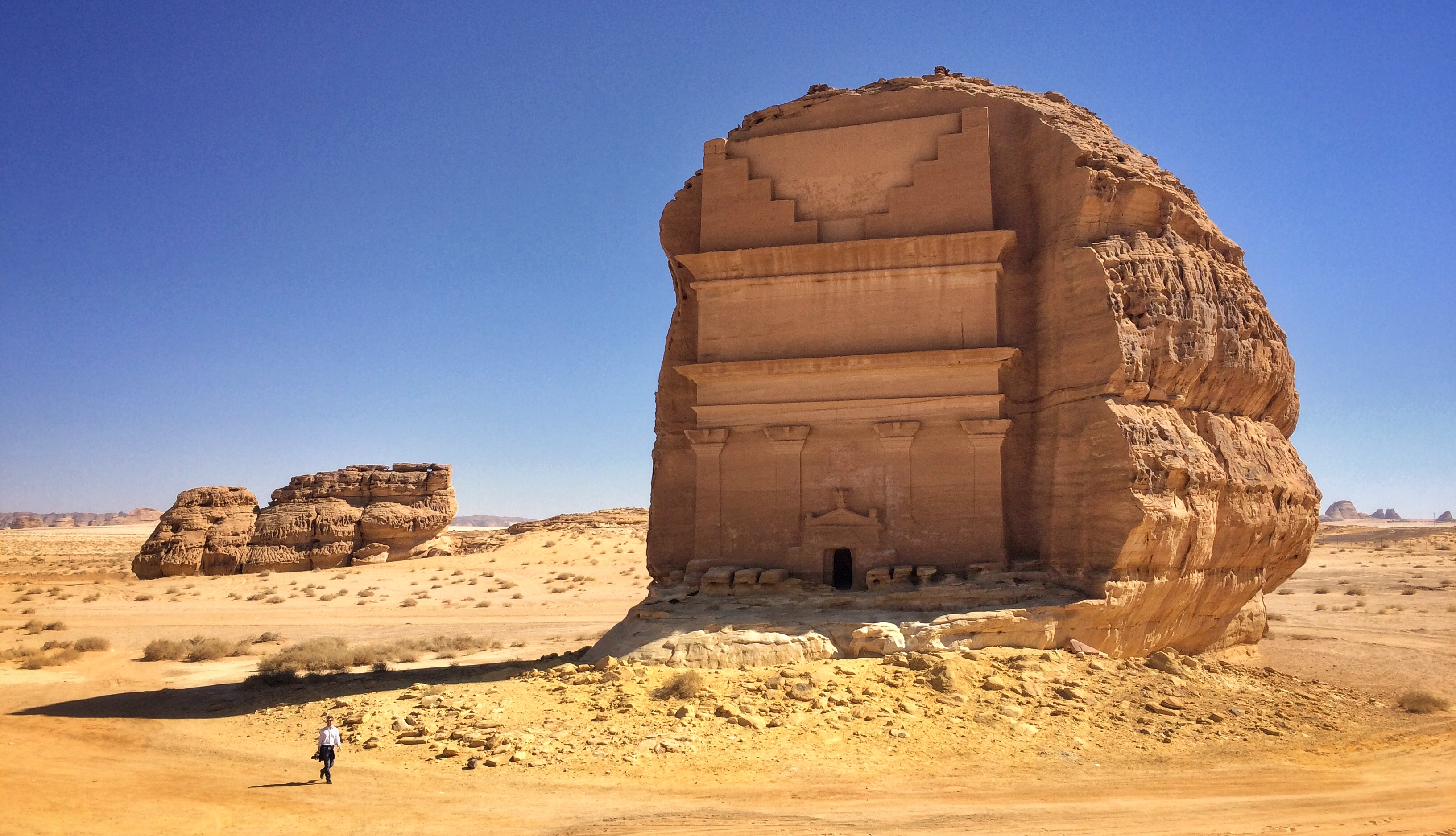
Qasr al Farid, una de las mayores tumbas nabateas en el sitio arqueológico de Mada'in Saleh, Al-`Ula, Arabia Saudita.

Las famosas tumbas excavadas directamente de la roca por los nabateos no eran decoradas tan solo de manera ornamentística, sino que estaban destinadas a ser hogares confortables para los muertos. Al igual que los egipcios, los nabateos creían que el difunto vivía y debía ser alimentado después de la muerte. Por lo tanto, aquellos que podían permitirse el lujo, presentan en sus tumbas jardines para entretenerse y salones festivos dedicados a comer en banquete después de la muerte, alrededor de sus tumbas. Las águilas, el símbolo de Dushara, a veces se tallaban sobre las puertas para su protección. Aunque tienen pocos datos de sobre cómo los nabateos veían la vida después de la muerte, se han hecho suposiciones basadas en los bienes materiales que dejaban atrás. Dado que las tumbas y los ajuares funerarios siguen siendo un valioso enlace para comprender las vidas de cualquier cultura antigua, se estudia sobre la distribución de las tumbas en Petra, Bosra, Mada'in Saleh y otras ciudades prominentes. Los artefactos funerarios que se conocen incluyen una jarra de alabastro que se encuentra en Mamphis y varias vasijas sobrantes de banquetes funerarios. Basándose en el énfasis puesto en los nichos de entierro familiar, comedores y ajuares, los nabateos probablemente pensaban que la vida después de la muerte era un lugar donde se podía comer y convivir con sus amigos y familiares.
Muchas tumbas eran modeladas con inscripciones que transmitían quién debía ser enterrado en la tumba, además de comunicar el estatus social y la piedad del propietario. Las inscripciones en tumbas se hicieron populares en toda Nabataea. Enumeraban acciones (por ejemplo, vender o hipotecar la tumba, etc.) que no deben llevarse a cabo, así como detallar multas y castigos para aquellos que ignoraban las maldiciones grabadas en las inscripciones de la tumba. Las maldiciones detalladas en las inscripciones solían ser arquetípicas, por ejemplo, "Y caerá la maldición de [inserte un nombre de dios] a cualquiera que lea esta inscripción y no diga [inserte bendición u otra frase]". Las inscripciones de Mada'in Saleh y otras grandes ciudades nabateas nombran tanto a los dueños como a las maldiciones, así como a los tipos de personas que se supone deben ser enterrados en la tumba. Las tumbas de Petra, sin embargo, además de la tumba de Sexto Florencio, la tumba de Turkmaniyah y otras excepciones, no presentaban inscripciones.

## Lugares de culto

Localización de Petra y sus alrededores en el mapa.

Los nabateos tenían numerosos lugares destinados a la práctica religiosa y la adoración de culto. Conocidos como "lugares altos", los santuarios, los templos y los altares solían ser estructuras al aire libre ubicadas sobre las montañas cercanas. Estos lugares a lo largo del reino de Nabatea estarían dedicados a la adoración de los mismos dioses, pero con prácticas variando alrededor del territorio. Las ofrendas variaban desde la oblación de bienes materiales y alimentos, a sacrificios de animales en vida, y, tal vez, también humanos. El reino de Nabatea se podía dividir en cinco regiones religiosas que contenían lugares de importancia religiosa: el Neguev y el Hiyaz, el Hauran, Jordania central, el sur de Jordania y, finalmente, el noroeste de la actual Arabia Saudita. Todos los sitios religiosos en estos lugares se encuentran en diferentes estados de conservación, por lo que es difícil saber qué deidades se habrían adorado en santuarios, altares y templos específicos. También es difícil conocer los detalles de las prácticas de culto, lo que significa que tan solo se pueden plantear especulaciones.

### Neguev y Hiyaz
Shivta, ubicado a unos 40 km al suroeste de Beerseba, era una de las principales ciudades del reino nabateo. Se han encontrado muy pocos restos arqueológicos de cualquier forma de culto a los nabateas, templos, santuarios o altares. Se ha encontrado una pequeña cantidad de evidencia de la adoración de Dushara. Avdat es otro lugar de culto situado en las montañas al sureste de Shivta. La práctica religiosa se centraba principalmente en el deificado Rey Oboda III, que ganó fama tras conquistar tierras en el Neguev contra Alejandro Janneo, causando la formación de un "culto del rey". Hay al menos dos complejos de templo nabateos documentados en lo alto de la acrópolis. El más pequeño de los dos está dedicado a los deificados Obodas III. Rawwafah, situado a 300 km de Petra, posee un templo único en el estilo nabateo. La inscripción en el dintel data del templo después de la caída del reino de Nabatea. Mamshit, es un sitio nabateo ubicado a unos 81 km de Petra. Mampsis es era parada importante en el camino comercial del incienso. Se han descubierto edificios de estilo nabateo, caravasar y sistemas de agua.

### Hauran
Bostra, situada en el sur de Siria, era la capital norteña del reino nabateo. Bostra muestra evidencia de que los templos se encontraban en las principales intersecciones de la ciudad, al igual que los fórum romanos. En el centro de la ciudad existe un complejo de templos dedicado a Dushara-A'ra. Se cree que A'ra es el dios de los reyes nabateos y la propia ciudad de Bostra. El edificio moderno hace que sea difícil encontrar evidencia arqueológica de la adoración de culto de Nabatea. Una inscripción que se encuentra en lo que se cree que es este templo estipula que: "Este es el muro que [...] y las ventanas que Taymu bar [...] construyó para [...] Dushara y el resto de los dioses de Bostra". Al norte de Bostra cerca de Canatha, se encuentra Seeia. El asentamiento tiene tres grandes templos, el más grande está dedicado a Baalshamin. Los dos templos más pequeños son para deidades desconocidas. Una contiene una inscripción para la diosa local, Seeia, y pudo haber sido utilizada para adorarla. El complejo del templo no tiene un diseño nabateo, sino que es una amalgama de los estilos de construcción arquitectónica de las culturas en la frontera norte de Nabataea. En Sahr existen emplos de estilo similar a los ubicados en Wadi Rumm, Dharih, Tannur, y Qasrawet, al igual que en 
Suweida, donde una inscripción nabatea indica sectas dedicadas a Allat y Baalshamin.

### Jordania central
Khirbet Tannur es un templo situado en el centro de Jordania. El templo, un "lugar alto", se encuentra aislado sobre la cima de Jebal Tannur. Solo se puede acceder a través de una única y empinada escalinata. La reclusión de los sitios puede indicar que era de gran importancia religiosa para los nabateos. La entrada al santuario interior del templo está decorada con representaciones de vegetación, follaje y frutos. Glueck los identifica como representantes de la diosa siria Atargatis. El santuario interior está igualmente decorado con imágenes de frutas, peces, vegetación, rayos, así como la representación de deidades. Glueck atribuye estas iconografías al dios de la tormenta Mesopotámico Hadad, pero Tique y Nike también están representadas. Starckly señala que el único dios con nombre es el dios de la era edomita, Qos. Una inscripción en una estela en el sitio se refiere a él como el dios de Hurawa.
Khirbet edh-Dharih está situado a 7 km al sur de Hurawa, el templo de Khirbet edh-Dharih está asombrosamente bien conservado. El complejo del templo está rodeado por un patio exterior e interior, con un camino pavimentado hacia los pórticos. También hay bancos que forman un teatro. El templo en sí está dividido en tres secciones, en un gran vestíbulo abierto. Allí se encuentra la cella, que estaba policromada con colores vivos. En la parte posterior a la cella estaba el motab y betilo, un podio cuadrado flanqueado por escaleras que era el asiento de Dios. A pesar de su buen estado, no se sabe qué dios habría sido adorado aquí.

### Sur de Jordania

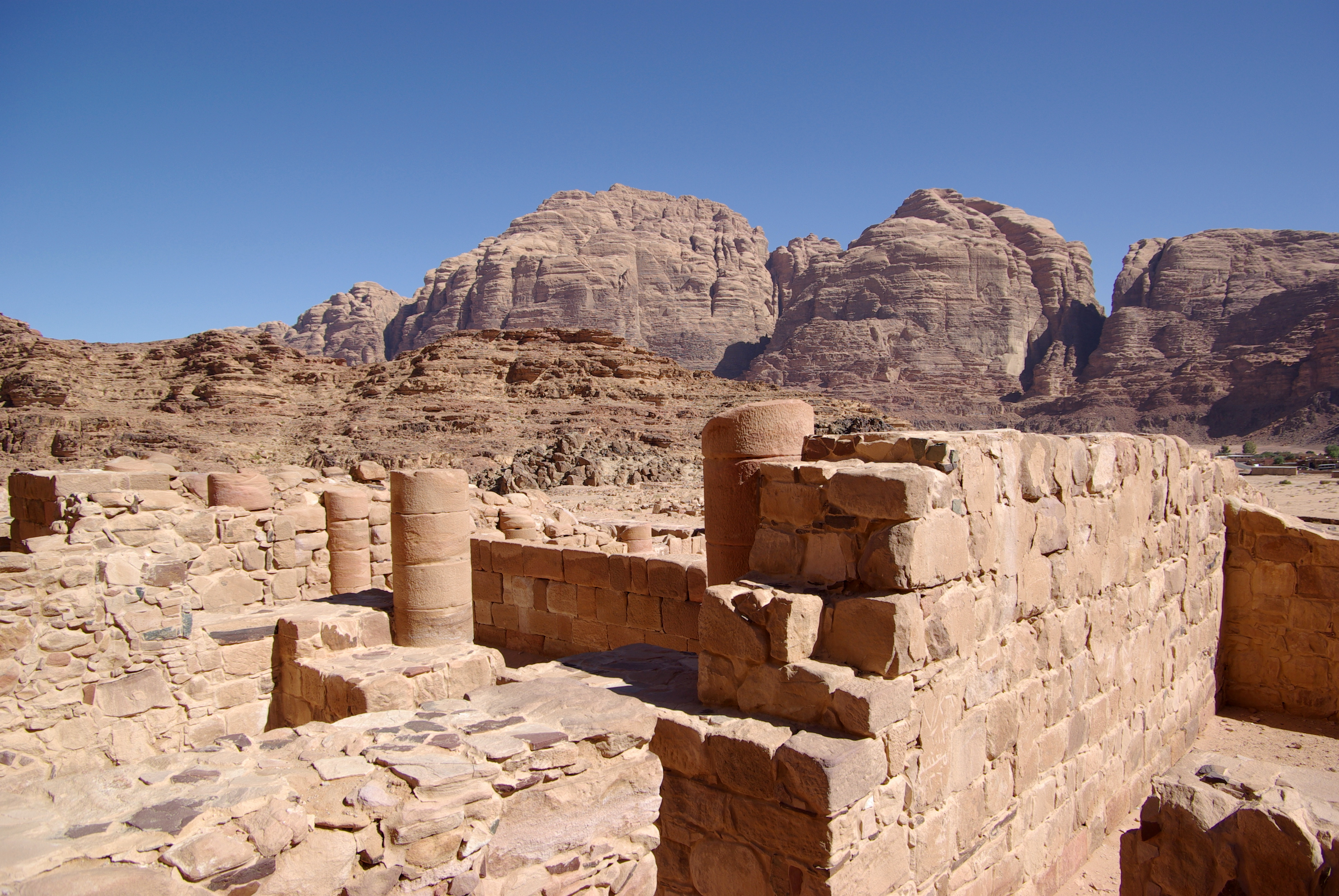
Restos del templo de Uadi Rum.

La ciudad más importante del reino nabateo fue Petra, establecida capital alrededor del año 312 a. C. La ciudad es famosa por su arquitectura única, donde las fachadas y el interior de los edificios se esculpieron directamente a corte de roca. Situado dentro de las montañas Shara, Dushara era el principal dios masculino acompañado por la trinidad femenina: Al-'Uzzá, Allat y Manāt. Una estela dedicada al dios edomita Qos se encuentra dentro de la ciudad. Los nabateos adoraban a dioses y diosas árabes preislámicos, junto con reyes deificados, como Obodas I. La disposición y el diseño del templo muestran influencia de la arquitectura religiosa de Roma, Grecia, Egipto y Persia. Los templos de Qasr al-Bint y el templo del León Alado son ejemplos. El podio dentro del Templo del León Alado contenía el altar, donde se habrían hecho sacrificios, o se habría colocado el betilo de la deidad adorada. Basado en los ídolos y las imágenes que se encuentran en el Templo del León Alado, se teoriza que está dedicado a Dushara. El "lugar alto" se encuentra en la cima de las montañas que rodean Petra. Utilizado como un lugar para ofrecer ofrendas y sacrificar animales, y quizás humanos a los dioses, el "lugar alto" consiste en un estanque para recolectar agua, dos altares y un gran patio abierto.
Otros templos son los de Hawara y Uadi Rum. El primero posee un largo camino procesional de 20 m de largo que conduce a un patio con una vista de Jebel Qalkha. El diseño de los betilos, así como los restos de puntos de ofrecimiento a la posible adoración de Dushara, tal vez incluso a Júpiter. El segundo es un templo dedicado a Allat. Un santuario de rocas a Ayn esh-Shallaleh está ubicado detrás del propio templo de Allat. Se encuentran tanto betilos como nichos de culto a Dushara y Baalshamin.

### Noroeste de Arabia Saudita
Mada'in Saleh, llamada Hegra durante el reinado de los nabateos, un círculo ritual de culto en la cima de la montaña Jibel Ithlib que descansa sobre un afloramiento rocoso. Alrededor del sitio Jibel Ithlib se pueden apreciar pequeños betilos y nichos de culto a otros dioses. La inscripción de "Señor del Templo" podría referirse a Dushara. También existen en este yacimiento cultos de Marseha.